# Castel Focognano
Castel Focognano település Olaszországban, Toszkána régióban, Arezzo megyében. Lakosainak száma 2963 fő (2023. január 1.). Castel Focognano Bibbiena, Capolona, Chiusi della Verna, Loro Ciuffenna, Ortignano Raggiolo, Poppi, Subbiano és Talla községekkel határos.

## Népesség
A település lakossága az elmúlt években az alábbi módon változott:
| Lakosok száma | 3119 | 3093 | 2963 |
|               | 2017 | 2018 | 2023 |